# Wikipedia tiếng România
Wikipedia tiếng România là một phiên bản Wikipedia, một bách khoa toàn thư mở.